# Eugenio Vianello
Eugenio Vianello (Padova, 18 settembre 1871 – Padova, 9 gennaio 1949) è stato un imprenditore e dirigente sportivo italiano, presidente del Calcio Padova dal 1914 al 1919.

## Biografia
Ingegnere, dinamico presidente di un'azienda di gas negli anni '40, è il presidente del "salto di qualità" della società biancoscudata. Persona tutta d'un pezzo, silenziosa, severa ed attempata, dedica grande impegno al Calcio Padova. Sulla sua porta di casa è scritto "Non ricevo nessuno, tranne che per ragioni di calcio...". Era affiancato da altri due attenti collaboratori: l'ingegner Astolfi e Giuseppe Zanetti. Nel 1914 il Padova partecipa con successo al campionato di promozione, nella fase regionale, dove ottiene un quarto posto. Dopo la guerra il Padova comincia l'ascesa ai vertici nazionali, soprattutto in coincidenza con l'arrivo di Ernesto Peyer. Nel 1919 lascia la presidenza a Raimondo Flores diventando vicepresidente dei biancoscudati.

## Fonti
- Biancoscudo, cent'anni di Calcio Padova, a cura di Massimo Candotti e Carlo Della Mea (contributi di Paolo Donà, Gabriele Fusar Poli, Andrea Pistore, Marco Lorenzi e Massimo Zilio), EditVallardi 2009.